# Eric Carle
Pour les articles homonymes, voir Carle.
Eric Carle est un auteur-illustrateur américain de littérature de jeunesse né le 25 juin 1929 à Syracuse dans l'État de New York et mort le 23 mai 2021 à Northampton. Il illustre ses albums dans un style qui lui est propre (technique du collage). Ses œuvres rencontrent un grand succès et sont traduites dans de nombreuses langues.

## Biographie
Eric Carle naît à Syracuse aux États-Unis en 1929 de parents allemands, qui s'installent dans l'Allemagne nazie quand il a 6 ans. Il est diplômé de l'Académie des arts de Stuttgart.
En 1952, à l'âge de 23 ans, il décide de retourner aux États-Unis et s'installe à New York. Il est employé au New York Times comme designer graphique puis devient directeur artistique dans une agence de publicité.
Il illustre son premier ouvrage en 1967, et écrit et illustre l'album jeunesse La Chenille qui fait des trous en 1969 (traduit en français en 1972). L'album fait partie des 200 livres préférés des britanniques, selon un sondage de la BBC réalisé en 2003, The Big Read, parmi les 750 000 réponses. Il a été traduit dans 66 langues et vendu à 50 millions d'exemplaires.
Il effectue une carrière d'illustrateur en utilisant la technique du collage. 
Selon Nathalie Beau dans La Revue des livres pour enfants : « Les histoires d’Eric Carle parlent de nature, d’animaux, à la fois avec sérieux et fantaisie. Elles s’adressent à l’enfant avec simplicité, émotion, et respect. Des qualités qui les rendent intemporelles et universelles ».
Par trois fois il est récompensé pour son travail d'illustration à la Foire du livre de jeunesse de Bologne, en 1970, 1972 et 1986.
En 2002, il crée « The Eric Carle Museum of Picture Book Art » à Amherst, dans le Massachusetts.
Il est l'auteur de plus de 70 ouvrages,, vendus, de son vivant, à « 152 millions d’exemplaires dans plus de 60 langues ».
Il meurt le 23 mai 2021 à l'âge de 91 ans.

## Quelques récompenses
- 1970 : Premio Grafico Fiera di Bologna per l'Infanzia Foire du livre de jeunesse de Bologne[3] (Italie) pour 1, 2, 3 to the zoo
- 1972 : "Mention" Premio Grafico Fiera di Bologna per l'Infanzia, Foire du livre de jeunesse de Bologne[4] (Italie) pour La Souris qui cherche un ami
- 1986 : "Mention" Prix critique en herbe, Foire du livre de jeunesse de Bologne[5] (Italie) pour Décroche-moi la lune !

## Postérité
En 2019, une araignée sauteuse imitant une petite chenille, découverte à Hong Kong par le naturaliste Stefan Obenauer, est baptisée Uroballus carlei (en) en l'honneur d'Eric Carle, pour célébrer le cinquantième anniversaire de la publication de La Chenille qui fait des trous.

## Quelques albums traduits en français
- La Chenille qui fait des trous, Fernand Nathan, 1972, réédition Mijade, 1999 (ISBN 978-2-87142-659-2)
- Bon voyage, petit coq !, F. Nathan, 1973
- La souris qui cherche un ami, Fleurus, 1973
- Le Petit caméléon de toutes les couleurs, F. Nathan, 1975
  - Réédité sous le titre Caméléon meli-melo, Mijade, 1997
- Attention, un géant, F. Nathan, 1978
- La Petite coccinelle qui voulait se battre, F. Nathan, 1978
  - Réédité sous le titre La coccinelle mal lunée, Mijade, 1995
- L'Abeille et le voleur de miel, F. Nathan, 1981
  - Réédité sous le titre Le voleur de miel
- La petite araignée qui ne perd pas son temps, Mijade, 1996
- Une si petite graine, Mijade, 1997
- La maison du bernard-l'hermite, Mijade, 1997
- Ours blanc, dis-moi..., texte Bill Martin, ill. Eric Carle, Mijade, 1997
- Petit nuage, Mijade, 1999
- Décroche-moi la lune !, Mijade, 1999
- Les kangourous ont-ils une maman ? , Mijade, 2001
- L'ABC d'Eric Carle, Mijade, 2003
- Panda, dis-moi, texte Bill Martin Jr, illustrations Eric Carle, Mijade, 2007
- Le coq qui voulait voyager (Traduction de : Rooster's off to see the world), Mijade, 2010
- Mon papa, Mijade, 2018